# Krottendorf-Gaisfeld
Krottendorf-Gaisfeld là một đô thị thuộc huyện Voitsberg thuộc bang Steiermark, nước Áo. Đô thị Krottendorf-Gaisfeld có diện tích 17,01 km², dân số thời điểm cuối năm 2005 là 2374 người.